# ジュール＝アンリ・ヴェルノワ・ド・サン＝ジョルジュ

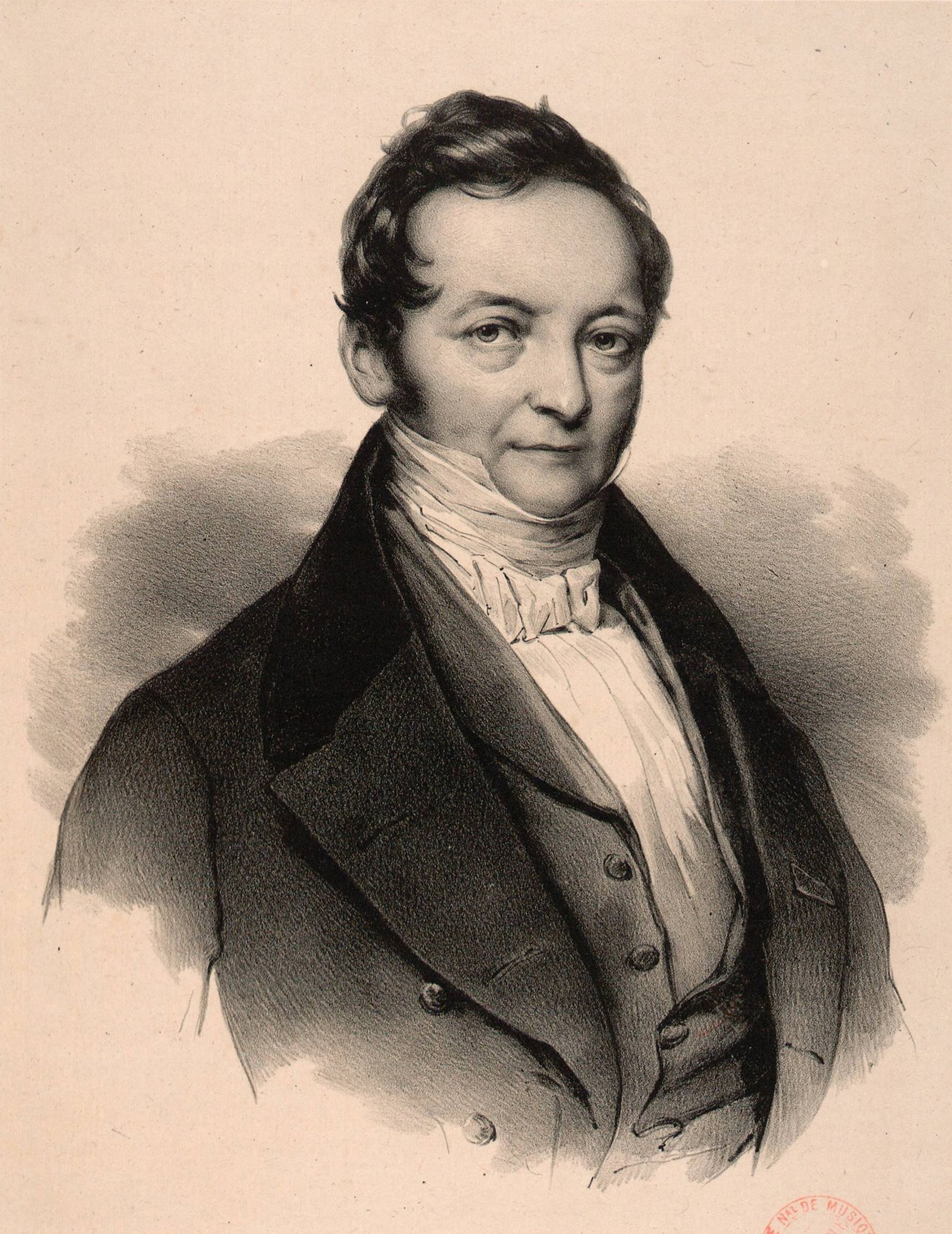
ジュール＝アンリ・ヴェルノワ・ド・サン＝ジョルジュ

ジュール＝アンリ・ヴェルノワ・ド・サン＝ジョルジュ（仏: Jules-Henri Vernoy de Saint-Georges, 1799年11月7日 - 1875年12月23日）は、フランスの劇作家、オペラ、バレエの台本作家である。
オペラ『美しきパースの娘』、バレエ『ジゼル』の台本などで、今日でも名を知られている。

## プロフィール
サン＝ジョルジュは1799年にパリで生まれた。
サン＝ジョルジュは、1823年に最初の作品『Saint-Louis ou les deux dîners』を執筆した。彼はウジェーヌ・スクリーブやテオフィル・ゴーティエなどとの共同執筆も含めて70本以上の作品を残している。
サン＝ジョルジュは1829年にオペラ＝コミック座の管理者となったが、その後も旺盛な執筆活動を続けた。彼の書いたオペラ台本の殆どはオペラ・コミックの形式を取っていたが、アレヴィの『キプロスの女王（en:La reine de Chypre）』（1841年）は、グランド・オペラ形式だった。
バレエ、オペラ、ヴォードヴィル、さらには小説などのさまざまな作品を残したサン＝ジョルジュは、1875年にパリで死去した。

## 主な作品

### オペラ
- 閃光（英語版）（1835年、ジャック・アレヴィ作曲、ウジェーヌ・ド・プラナール（英語版）との共作）
- 連隊の娘（1840年、ガエターノ・ドニゼッティ作曲）
- キプロスの女王（英語版） （1841年、ジャック・アレヴィ作曲）
- 王冠のダイアモンド（英語版）（1841年、ダニエル＝フランソワ＝エスプリ・オベール作曲）
- マルタ（1847年、フリードリッヒ・フォン・フロトー作曲）
- アンドールの谷（英語版） （1848年、ジャック・アレヴィ作曲）
- さまよえるユダヤ人（英語版）（1852年、台本はウジェーヌ・スクリーブとの共作、ジャック・アレヴィ作曲）
- インドの女ジャガリタ（英語版） （1855年、ジャック・アレヴィ作曲）
- 女魔術師（英語版） （1858年、ジャック・アレヴィ作曲）
- 美しきパースの娘（1866年、ジョルジュ・ビゼー作曲）

### バレエ
- ジゼル（1841年、アドルフ・アダン作曲）
- 海賊（1856年、アドルフ・アダン作曲）
- パピヨン（1860年、ジャック・オッフェンバック作曲）
- ファラオの娘（英語版）（1862年、チェーザレ・プーニ作曲）[1]

### その他
- Saint-Louis ou les deux dîners（1823年、ヴォードヴィル）
- Un Mariage de prince（小説）